# Responsabilité environnementale
La responsabilité environnementale (aussi appelée écoresponsabilité ou responsabilité humaine dans l'habitat) consiste à appliquer les savoirs écologiques, un état de conscience réelle et l'imputabilité des décisions au décideur. Elle s'applique tout au long des processus de la gouvernance (prospective, administration, gestion, caractérisation, évaluation, entretien, consultation, réparation, création...) et selon les principes du développement durable, plus particulièrement de son pilier environnemental.

## Principe fondamental

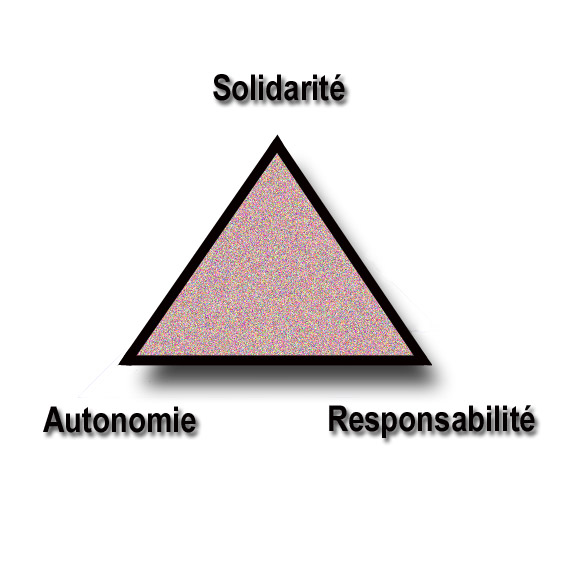
Le triangle Responsabilité/Autonomie/solidarité, tel que présenté par Marie Christine Blandin comme illustration de quelques conditions nécessaires au développement soutenable

La responsabilité environnementale peut être appliquée à des individus (responsabilité individuelle), à des groupes (familles, quartiers, associations), à des établissements publics, à une entreprise et à toutes institutions ou à des formes de gouvernance. Les responsabilités traitées recouvrent les thématiques comprises dans les domaines de l'environnement biophysique et de l'environnement humain. Tous les aspects de la culture, de l'économie et de la sociologie humaine sont assujetties à la responsabilité environnementale.
Le Droit de l'environnement, l'éthique et l'éducation à l'environnement font appel à cette notion de responsabilité qui admet qu'il y a obligation pour tous et chacun de protéger l'environnement de façon préventive, de conserver l'habitat et de réparer les dommages environnementaux causés.

## Limites
Certaines limites à ce principe, notamment lorsqu'il est appliqué dans le droit sont celles de la preuve parfois difficile de la responsabilité, de la prise en compte des pollutions diffuses et synergiques, et des séquelles industrielles et agricoles ou encore des séquelles de guerre. Un autre problème est celui de la non-solvabilité de nombreux pollueurs, s'ils doivent contribuer à hauteur de la réparation fonctionnelle des dommages, qui parfois peuvent durer des décennies ou siècles dans le cas par exemple de sols, d'écosystèmes marins ou de forêts détruites.

## Histoire et intégration progressive dans le droit

### Dans le monde
Dans les années 1970, cette question est notamment apparue dans les travaux du club de Rome.
En 1992, elle est centrale dans les travaux préparatoire au Sommet de la Terre de Rio, puis souvent associée au principe de l'écotaxe et des principes de précaution et de prévention.

### En Europe
En 1994, le Parlement européen s'est saisi de la question de la responsabilité environnementale - avec une approche visant la réparation du dommage environnemental - dans une résolution invitant la Commission à concevoir « une proposition de directive concernant la responsabilité environnementale ».
En 2003, une proposition de Directive a proposé de nouveaux moyens communautaires pour appliquer le principe pollueur-payeur, même si celui-ci était déjà présent dans le traité de la Communauté Européenne (CE), mais peu ou mal appliqué.
En 2004, la Directive (2004/35 du 21 avril 2004) sur la responsabilité environnementale en ce qui concerne la prévention et la réparation des dommages environnementaux a été votée. Elle doit être transposée dans chacun des États membres avant le 30 avril 2007. C'est la première réglementation européenne strictement fondée sur le principe « pollueur/payeur ».
Les dommages considérés par la Directive sont classés en trois catégories :
- Dommages affectant les espèces et habitats naturels protégés, c'est-à-dire « qui affecte gravement la constitution ou le maintien d’un état de conservation favorable de tels habitats ou espèces » (Les espèces et habitats protégés sont ceux listés par les annexes des directives « Habitats » et « Oiseaux », les États membres pouvant cependant y ajouter d'autres habitats ou espèces ne figurant pas dans lesdites annexes.
- Dommages affectant les eaux, c'est-à-dire affectant « de manière grave et négative l’état écologique, chimique ou quantitatif ou le potentiel écologique des eaux concernées » (« eaux » étant entendu au sens large de la Directive 2000/60 du 23 octobre 2000).
- Dommages affectant les sols (toute contamination engendrant « un risque d’incidence négative grave sur la santé humaine du fait de l’introduction directe ou indirecte de substances, préparations, organismes ou micro-organismes ».

Seuls les dommages revêtant un caractère de gravité (dont la Directive fournit des critères d’appréciation) sont concernés par la Directive, qui a aussi exclu de son champ d'application les dommages « passés » (dont la cause ou l’activité d’origine est antérieure au 30 avril 2007), ainsi que les dommages faisant déjà l’objet de conventions internationales (ex : risque nucléaire, transport d’hydrocarbures en mer, etc.).

### En France
La Directive européenne a été transposée  par la loi n° 2008-757 du 1er août 2008, créant ainsi le titre VI Prévention et réparation de certains dommages causés à l'environnement de la partie réglementaire du Code de l'Environnement.
Un décret, du 23 avril 2009 rend applicable cette loi pour les atteintes aux eaux, aux sols et aux espèces protégées et à leurs habitats, s'il y a détériorations directes ou indirectes mesurables de l'environnement qui créent un risque d'atteinte grave à la santé humaine. Pour une série d'activités professionnelles dont la liste est fixée par le décret, le régime est celui de la responsabilité, y compris sans faute ni négligence de l'exploitant, dont pour la mise sur le marché et dissémination volontaire d'OGM. Un régime de responsabilité pour faute est prévu en cas de dommages aux espèces et habitats par d'autres activités professionnelles que celles listées par le décret.
Les entreprises sont désormais dans l'obligation de prévenir autant que réparer les dommages causées par leur activité et un guide permet de faire un point sur la réalité de ce risque.

## Des initiatives volontaires des acteurs
Des entreprises souhaitant améliorer leurs « performances tout en respectant l'Homme et l'Environnement » et des collectivités souhaitant mettre en place et promouvoir de bonnes pratiques de responsabilité sociale et environnementale ont mis en place une association « Alliances », renommée en 2009 « Réseau Alliances », qui appuie notamment le Forum mondial de l’économie responsable (World Forum) et a créé des « Prix d'Action Citoyenne ».
Des collectivités et institutions publient des documents (guides de bonnes pratiques, aide et conseil) pour aider les mairies, écoles habitants à mettre en œuvre les principes de développement soutenable. Dans la même logique, des théâtres et des lieux de spectacle vivant prennent des initiatives dans ce domaine.

## Brevets partagés et écoresponsables
Des acteurs industriels (IBM, Sony, Nokia et Pitney Bowes) ont en janvier 2008 mis à disposition certains brevets utiles pour la protection de l'environnement, sur une plateforme dite Eco-Patent Commons (EPEC). À cette date, environ 30 brevets (portant sur l'environnement, l'énergie ou les déchets) sont offerts à tous, sous l'égide du World Business Council on Sustainable Development (WBCSD), ONG qui va gérer cette plate forme.